# Ahed Tamimi
Pour les articles homonymes, voir Tamimi (homonymie).
Ahed Tamimi (en arabe : عهد التميمي), ou Ahed al-Tamimi, née le 31 janvier 2001 à Nabi Salih, est une militante palestinienne qui agit contre l'occupation des territoires palestiniens.
Le 15 décembre 2017, en Cisjordanie, à Nabi Salih, village du territoire palestinien occupé par Israël depuis plus de 50 ans, elle gifle deux militaires israéliens appuyés sur un muret, dans la cour de sa maison. La scène de la gifle est filmée puis diffusée rapidement dans les médias,. Ahed Tamimi est arrêtée le 19 décembre 2017 par l'armée israélienne. Condamnée à huit mois d’emprisonnement, elle est libérée le 29 juillet 2018 et entame une tournée internationale où elle poursuit son militantisme. Elle est de nouveau arrêtée par l’armée Israélienne le 6 novembre 2023 puis libérée le 29 novembre 2023 dans le cadre de la trêve humanitaire dans la bande de Gaza.

## Biographie

### Environnement
Ahed Tamimi vit dans le village de Nabi Salih dans le district de Ramallah en Cisjordanie, peuplé de moins de 600 habitants fidèles au Fatah[réf. nécessaire], tous liés par le sang ou le mariage et partageant presque tous le nom de Tamimi.
Elle est la seule fille de la fratrie de quatre enfants du couple formé par le militant palestinien Bassem al-Tamimi (en) et Nariman Tamimi. Ses deux parents sont devenus des symboles de la lutte contre l’occupation israélienne en Cisjordanie. En effet, depuis 2009, sa famille et d'autres villageois accompagnés souvent de juifs ou militants pro-palestiniens, manifestent pacifiquement chaque semaine leur opposition à l'expansion des colonies israéliennes, à l'expropriation des Palestiniens au profit de la colonie voisine de Halamish installée dans les années 1970 dans l'ancien fort britannique, et tout particulièrement contre le partage des ressources d'eau.

### Contexte familial

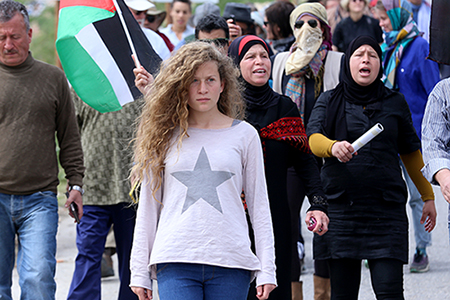
Manifestation en 2016 avec la famille Tamimi en tête de cortège : à gauche Bassem le père, au centre la fille Ahed, à droite Nariman la mère, et la tante maternelle.

Le père d'Ahed Tamimi, Bassem al-Tamimi (en), est un maître d'école se revendiquant pacifique, qui organise ces manifestations hebdomadaires. Il a été arrêté en 2011 par les autorités israéliennes, et accusé d'envoi de jeunes jeteurs de pierres, d'organisation de manifestation sans autorisation, de provocation, et d'obstruction à la justice. Déclaré défenseur des droits de l'homme par l'Union européenne et prisonnier d'opinion par Amnesty International, il est libéré après 13 mois de détention à la suite de son acquittement par un tribunal militaire des chefs d'accusation de provocation et d'obstruction à la justice. Il est cependant condamné à la peine déjà purgée (13 mois) ainsi que deux mois avec sursis pour les deux autres chefs d'accusations. Malgré ses revendications pacifiques, il a déjà déclaré qu'il considère les jets de pierre comme « des messages ». Avant 2011, il a été arrêté 11 fois par les autorités israéliennes, ayant déjà passé jusqu'à 3 ans dans une prison israélienne en détention administrative. En 1993, il passe huit jours dans le coma à la suite de la torture subie lors d'un interrogatoire mené par les Israéliens.
Invité en octobre 2015 dans le Massachusetts, Bassem al-Tamimi (en) a dit que les sionistes « voulaient intimider » les médias américains et a accusé Israël d'utiliser l'Holocauste comme un prétexte pour ses actions.
La mère d'Ahed Tamimi, Nariman, a publié en 2015 un dessin explicite pour des agresseurs potentiels afin de leur indiquer où cibler leurs coups de couteau sur le corps des soldats d'occupation pour qu'ils soient les plus dommageables pour les victimes,,,[source insuffisante]. Elle a soutenu Ahlam Tamimi (en), co-responsable d'un attentat-suicide à Jérusalem à la pizzeria Sbarro, qui a fait de nombreuses victimes en 2001,,[source insuffisante]. Elle a aussi publié une vidéo où Ahed appelle à des protestations internationales et justifie la violence — rendant Trump responsable de toute violence commise par les Palestiniens — dans des termes qui lui vaudront d'être poursuivie par les autorités coloniales pour avoir tenté d’influencer l’opinion publique « d’une manière qui pouvait bien perturber la sécurité ou l’ordre publics ».
La tante d'Ahed Tamimi, Ahlam Tamimi (en), a été impliquée dans l'attaque terroriste à la pizzeria Sbarro de Jérusalem en 2001, qui a fait 15 morts dont 8 mineurs et 130 blessés,.
Certains membres de la famille Tamimi sont tués par les forces d'occupation israéliennes lors de la première et seconde intifada.

### Montée en notoriété

Graffiti à l'effigie d'A. Tamimi à Bethléem.

Une grande partie de la popularité d'Ahed Tamimi provient d'images et de vidéos virales. Figure de la résistance palestinienne ou « pasionaria de la lutte contre l’occupation », elle est surnommée par ses opposants « Shirley Temper » (en référence à l'actrice des années 1930-40 Shirley Temple, enfant star de renommée internationale), incarnant une figure de ce que certains appellent Pallywood ou l'effort de mise en scène palestinien pour discréditer Israël, et qualifiée de « provocatrice qui sait médiatiser ses actes », via les smartphones l'accompagnant quand elle provoque les soldats et l'exploitation qu'en fait sa famille (pages Facebook, chaîne YouTube, blogs, Twitter, e-mailings aux journalistes, etc.),. Le quotidien israélien Haaretz la compare à Jeanne d'Arc, tandis qu'Amnesty International la qualifie de « Rosa Parks palestinienne »,.
France Culture signale que pour ses détracteurs, « il s’agit d’un personnage particulièrement sulfureux notamment pour son rapport à la violence pour le moins ambigu, bien éloigné du pacifisme affiché et revendiqué des militants de la cause »,.
Pour la psychiatre Samah Jabr interrogée par le journal Le Monde, « si Ahed avait été brune et voilée, elle n’aurait pas reçu la même empathie de la part des médias internationaux. Un tel profil [brune et voilée] est plus facilement associé à l’islamisme et donc au terrorisme. Son attitude aurait alors été aussitôt liée à de la violence plus qu’à de l’héroïsme, comme c’est le cas aujourd’hui. »,.
En août 2012, à l'âge de 11 ans, elle est photographiée en pleurs alors qu'elle tente de s'opposer à des soldats israéliens lors d'un raid dans son village,,, levant le poing face aux soldats.

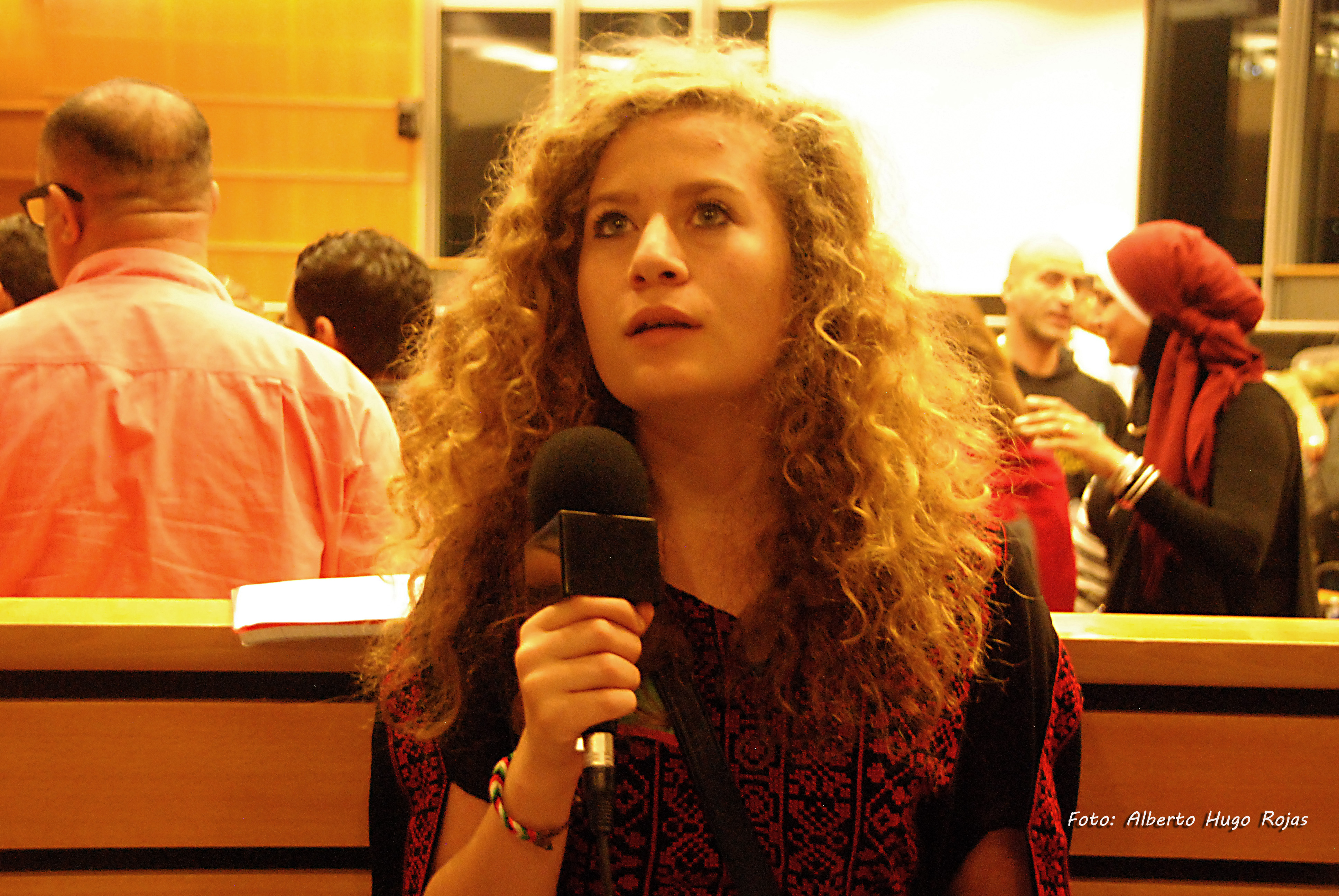
A. Tamimi lors de la conférence au Parlement européen sur « Le rôle des femmes dans la Résistance populaire palestinienne », septembre 2017.

Deux nouvelles confrontations ont lieu en novembre puis en décembre 2012. À l'occasion de ce dernier incident, Ahed Tamimi, accompagnée de sa mère Nariman, est accueillie en triomphe à Istanbul, où elle est reçue par le Premier ministre Recep Tayyip Erdoğan qui partage son avion privé avec elle. Elle reçoit le prix Hanzala du courage attribué par la municipalité de Başakşehir en Turquie, pour avoir critiqué les soldats israéliens qui ont arrêté son frère, Mohamed Tamimi,,.
Le 28 août 2015, elle est filmée par une demi-douzaine de journalistes palestiniens devant son père qui n'intervient pas, avec d'autres membres de sa famille criant et molestant un soldat israélien, armé et masqué, qui tente d'arrêter son frère Mohamed pour avoir lancé des pavés à la tête d'un soldat. Dans une vidéo qui est devenue elle aussi virale, on la voit crier sur le soldat, puis devant son manque de réaction, frapper le soldat et le mordre à la main,.
Le 26 septembre 2017, elle participe à une conférence intitulée Le rôle des femmes dans la résistance populaire palestinienne, au Parlement européen, aux côtés de Leïla Khaled, du Front populaire de libération de la Palestine.

### L'incident du 15 décembre 2017
Le 15 décembre 2017 se déroule à Nabi Salih en Cisjordanie, une nouvelle manifestation, interdite par les autorités d'occupation, de quelque 200 personnes contre la décision américaine de reconnaître Jérusalem comme capitale d'Israël,, et que l'armée israélienne cherchait à contenir malgré quelques jets de pierre. Son cousin est blessé à la tête par une balle en caoutchouc tirée par un soldat israélien et plongé dans un coma artificiel à l'hôpital où il a été transporté,.
Une vidéo prise lors de ces événements par sa mère montre Ahed Tamini intimer à deux militaires israéliens qui s'étaient introduits dans la cour de sa maison de quitter les lieux, puis leur donner des coups de pied et des gifles,. Bientôt Ahed Tamimi et sa cousine sont rejointes par d'autres habitantes et finissent par former une chaîne humaine pour bloquer l’entrée du domicile.
Les images sont diffusées rapidement sur les réseaux sociaux à partir de la page Facebook de Nariman Tamimi, la mère d'Ahed, et dans les médias,. Selon ses proches, « Ahed s'est emportée après que son cousin [de 15 ans] Mohammed al-Tamimi a été touché [plus tôt le même jour] à la tête par une balle en caoutchouc » tirée par un soldat israélien,.
Après que la vidéo est devenue virale sur internet, Ahed Tamimi est arrêtée le 19 décembre 2017 par l'armée israélienne. Le 20 décembre 2017, elle est présentée devant un tribunal militaire israélien, siégeant en Cisjordanie, qui retient douze chefs d’inculpation contre elle ; elle est poursuivie pour avoir agressé un soldat. Sa cousine Nour Tamimi et sa mère Nariman Tamimi sont simultanément interpellées ; celle-ci est poursuivie pour incitation au terrorisme pour la période du 7 mai au 17 juin 2017.

#### Réactions
Une mobilisation sur les réseaux sociaux et une campagne d'affichage à Londres demandent la libération d'Ahed Tamimi.

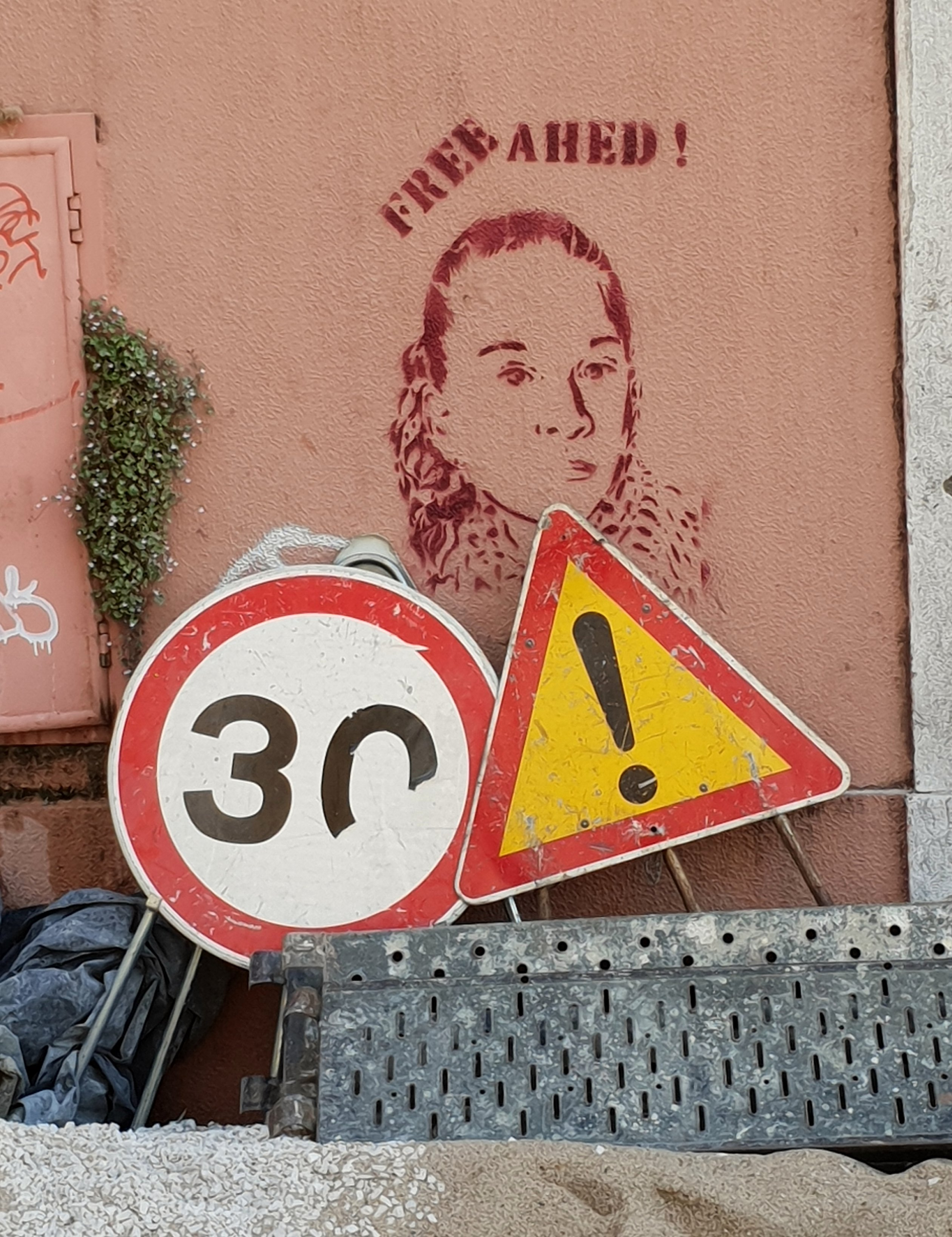
Popularité internationale : « Free Ahed », Lisbonne, Portugal, 2018.

Dans l’autre camp, on accuse la famille Tamimi de tourner et publier ce genre de vidéos dans un but lucratif, ou de manipulation de la presse à travers notamment l'agence de presse Tamimi Press ; le père d'Ahed Tamimi s’en défend en arguant qu’il utilise une caméra non pas pour faire de la propagande, mais pour dénoncer une occupation militaire violente.
Selon The New York Times, la réaction des Palestiniens est ambivalente : s'ils louent tous le courage de la jeune fille, ils se demandent s'ils n'ont pas déprécié leur cause en montrant des soldats israéliens se conduisant humainement ou s'ils l'ont aidée en montrant que la résistance, même désarmée peut être efficace.
Le site israélien de nouvelles Ynetnews considère pour sa part que les images d'Ahed Tamimi sont la preuve que « les manifestants palestiniens utilisent des enfants pour aiguillonner des soldats israéliens dans l'espoir de provoquer une réaction violente ».
Si le 5 janvier 2018, Nour Tamimi — sa cousine de quatre ans plus âgée que l'on voit sur la vidéo bousculer avec Ahed les militaires — est remise en liberté sous caution, un juge militaire israélien décide le 16 janvier le maintien en détention d'Ahed Tamimi jusqu'à la fin de la procédure (potentiellement plusieurs mois), arguant que « la gravité des faits dont elle est accusée n’offre pas d’alternative à la détention ». À la suite de cette décision, la directrice adjointe d'Amnesty International pour l'Afrique du Nord et le Moyen-Orient, Magdalena Mughrabi, demande sa libération immédiate et indique que rien ne peut justifier sa détention,, et James Heeran, chef du bureau local du Haut-Commissariat des Nations unies aux droits de l'homme, se dit « profondément préoccupé » par la prolongation de sa détention provisoire.
Le 22 janvier 2018, le chanteur israélien Yehonathan Geffen publie un poème sur Instagram dédié à Ahed Tamimi. La comparaison à Anne Frank, qualifiée par certains d'outrancière et douloureuse, provoque de vives réactions en Israël. Le ministre de la Défense Avigdor Liberman tente sans succès d'interdire les passages du chanteur sur la radio militaire. Yehonathan Geffen s’en excuse une semaine plus tard, affirmant avoir voulu montrer qu'à l'instar des Israéliens qui ont fabriqué des héros nationaux tels que Joseph Trumpeldor ou Moshe Dayan, les Palestiniens ont le droit de créer les leurs et que le chanteur aurait tout aussi bien pu faire figurer Wonder Woman et Gal Gadot,,. Le poème demeure cependant sur son compte Instagram.
Ahed Tamimi fête ses 17 ans en prison,.
En avril 2018, le député israélien Bezalel Smotrich considère qu'il « aurait fallu lui tirer dessus, ne fut-ce que dans le genou. Au moins, elle aurait été assignée à résidence pour le reste de sa vie. »
Le 28 juillet 2018, soupçonnés par la police des frontières israélienne « d’abîmer et de vandaliser le mur de sécurité dans la zone de Bethléem », deux Italiens et un Palestinien sont arrêtés pour avoir peint le visage de Ahed Tamimi sur le mur de séparation à Bethléem, en Cisjordanie.

#### Le procès d'Ahed Tamimi
Le procès d'Ahed Tamimi débute le 13 février 2018 à Ofer (Cisjordanie), devant un tribunal militaire israélien, à huis clos. Elle est défendue par une avocate israélienne originaire du Mexique, Gaby Lasky, connue pour son combat pour les droits de l'homme et pour être l'avocat de militants non-violents palestiniens et israéliens,,.
Le 21 mars 2018, l'accusée et le procureur concluent un accord de « plaider coupable » contre huit mois de prison et le paiement d'une amende de 5 000 shekels (1 166 euros),. En conséquence, le tribunal militaire abandonne huit des douze charges retenues à l’origine contre elle — certaines remontant à 2016 dont pour jets de pierres. Les quatre chefs d'accusation retenus sont l'enregistrement vidéo de la gifle et des coups de pied, l'incitation à la violence via la publication de la vidéo et deux autres agressions contre des soldats,.
Impliquées dans la vidéo du 15 décembre, sa cousine Nour Tamimi écope de 16 jours de prison et d'une amende de 2 000 shekels (473 euros) tandis que sa mère Nariman Tamimi est condamnée à huit mois de prison et à une amende de 6 000 shekels (1 400 euros).

#### Libération
La jeune fille et sa mère sont libérées le 29 juillet 2018 après avoir purgé leur peine,.

### Poursuite du militantisme
Elle rencontre en juillet 2018 Mahmoud Abbas, président de l'Autorité palestinienne, qui la félicite pour son courage et son engagement.
En août 2018, Ahed Tamimi publie une vidéo où elle rend hommage à Hassan Nasrallah, le chef du Hezbollah, et précise qu'« il est impossible que cette terre (de Palestine) appartienne à deux peuples ».

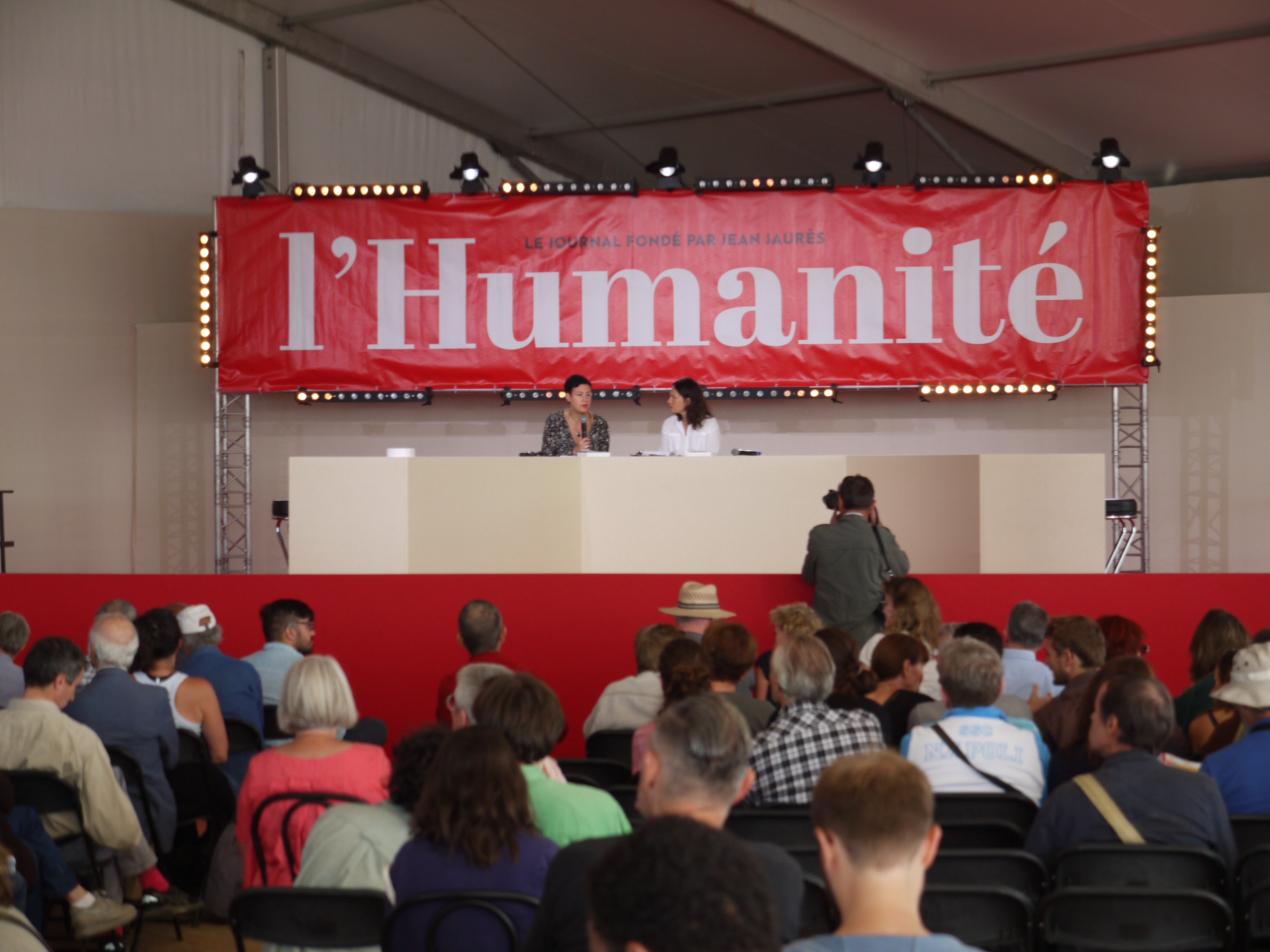
Fête de l'Humanité, septembre 2018.

En septembre 2018, Ahed Tamimi, avec sa famille, fait une tournée en France qui, après Paris, la conduit à Nantes, Grenoble et Nancy. Elle donne plusieurs interviews à des rédactions dont France 24. Le 14 septembre, elle est invitée à la fête de l'Humanité à La Courneuve où elle s'exprime et reçoit des soutiens de la part de Pierre Laurent, secrétaire national du Parti communiste, de Clémentine Autain, députée de La France insoumise,.
Le journaliste et chercheur Mohamed Sifaoui s'interroge alors sur la présence d'Ahed Tamimi à la fête de l'Humanité, qu'il dit « instrumentalisée par le Hezbollah » quand elle « rend hommage au chef terroriste antisémite » Hassan Nasrallah (sur la chaîne TV libanaise Al-Jadeed). Cet hommage a aussi été critiqué par le poète et écrivain syrien Maher Charan Eddine. Le journaliste et réalisateur Khaled Abu Toameh considère que pour certains Arabes[Qui ?] qui doutent d'elle, Ahed Tamimi, qui a posé avec un membre du Front Polisario, « n'est plus une icône ».
Le 19 septembre, elle est reçue par Philippe Grosvalet, président du conseil départemental de la Loire-Atlantique, et par le maire de Rezé. Elle y est accompagnée de ses parents et deux de ses frères qui participent à une réunion publique à la salle festive Nantes-Nord, organisée par l'association France-Palestine.
Invitée par l'association France-Palestine-Solidarité (AFPS) le 21 septembre, elle est accueillie en héroïne à Échirolles, près de Grenoble, où elle dénonce dans un meeting les « très mauvais traitements » et le racisme de ses geôliers israéliens, et appelle à l'union des partis politiques palestiniens « pour l'intérêt national et non pour leurs intérêts personnels », en affirmant n'appartenir elle-même à aucun parti politique. Le meeting se termine en standing ovation. Willy Beauvallet, maître de conférence en science politique à l'université Lyon-II, considère que « l'extrémisme du gouvernement Netanyahou et la levée des ambiguïtés du gouvernement américain dans ce conflit offrent une nouvelle opportunité, une nouvelle perspective de mobilisation non violente, qui vient relayer des générations qui se sont trouvées compromises par les enjeux des deux dernières décennies. »
En Grèce avec sa famille le 22 septembre 2018, Ahed Tamimi s'exprime lors d'une conférence de presse organisée par la Jeunesse communiste du pays (le KNE relevant du KKE), auprès de Marwan Tubasi, ambassadeur palestinien en Grèce. Elle y explique que les luttes palestiniennes ont besoin du « soutien international » pour « aider à faire pression sur Israël » et quand on l'interroge sur sa vie en prison israélienne elle répond y avoir beaucoup lu. Elle projette d'étudier pour pouvoir défendre la cause palestinienne à un niveau international.

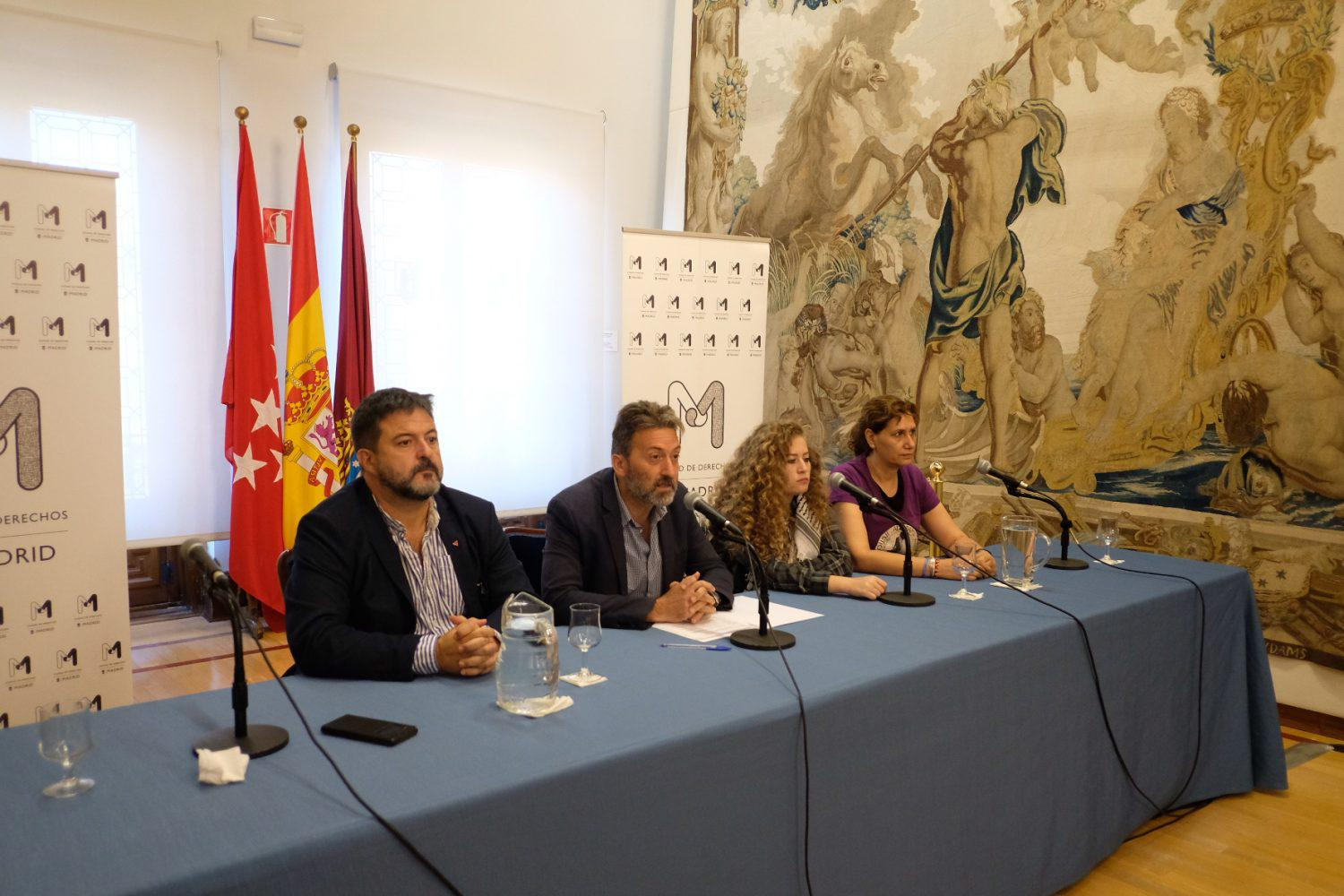
Rencontre avec le maire adjoint de Madrid, Mauricio Valiente, pour montrer l'engagement et solidarité de la capitale espagnole avec le peuple palestinien et son soutien aux droits de l'homme et au droit international.
Valiente présente A. Tamimi comme « un exemple de la lutte pour la défense des droits de l'homme en général et la cause palestinienne en particulier » (septembre 2018).

Le 28 septembre, elle poursuit sa tournée européenne, est accueillie d'abord avec sa famille par la mairie de Madrid en Espagne puis reçue, le 30 septembre, par Emilio Butragueño, vice-président du club de football du Real Madrid, après qu'elle a rendu visite aux joueurs. Des responsables israéliens réagissent immédiatement : Emmanuel Nahshon, porte-parole du ministre israélien des Affaires étrangères, trouve « honteux » qu'un club aussi prestigieux que le Real Madrid « embrasse une terroriste qui incite à la haine et à la violence ». Dans la même tonalité, l'ambassadeur d'Israël en Espagne, Daniel Kutner, précise qu'« Ahed Tamimi ne combat pas pour la paix, elle défend la violence et la terreur. Les institutions qui l'ont reçue et célébrée encouragent indirectement l'agression et non le dialogue et l'entente dont nous avons besoin,. »
Après la France, la Belgique, la Grèce et l'Espagne, la jeune militante se rend en Algérie et en Tunisie.
Le magazine Vogue Arabia (en) choisit Ahed Tamimi pour figurer à sa une du mois d'octobre 2018. Forte de cette conscience, elle s'exprime sur les ondes de la radio tunisienne Musique FM le 2 octobre 2018 et le lendemain sur la chaîne de télévision tunisienne Nessma qui diffuse pour le monde arabe et l'Europe, où elle déclare : « Le monde ne doit pas être choqué ni surpris par un Palestinien qui gifle un soldat [israélien]… nous devrions toujours le faire, où qu'ils soient »,.

### Arrestation et libération en 2023
Elle est à nouveau arrêtée dans la ville de Nabi Salih en Cisjordanie le 6 novembre 2023 car soupçonnée d’incitation à la violence et à des activités terroristes pour avoir écrit sur un compte Instagram : « Nous allons vous [les colons juifs de Cisjordanie] abattre et vous vous direz que ce que vous a fait Hitler, c’était une plaisanterie ; nous boirons votre sang et nous vous mangerons le crâne. Venez, on vous attend ». Sa famille dément, affirmant qu'elle n'a pas écrit cela : « il existe des dizaines de comptes à son nom sur les réseaux sociaux, créés par des gens que nous ne connaissons pas ». Le ministre israélien de la sécurité nationale, Itamar Ben Gvir, s’est félicité de la mise en détention de la jeune femme, la qualifiant de « terroriste » et l'accusant de « sympathie et soutien envers les nazis sur les réseaux sociaux ». Son arrestation intervient dans un contexte de détérioration de la situation dans le village de Nabi Saleh. La route qui le relie à Ramallah a été coupée et les forces d'occupation ont tué une personne et en ont blessé plusieurs autres lors d'une marche contre les bombardements sur la bande de Gaza. En parallèle, les violences commises par les colons se sont intensifiées ; plusieurs maisons de Nabi Saleh ont fait l'objet d'attaques en pleine nuit.
Les soldats israéliens arrêtent Ahed Tamimi à Nabi Salih, le 6 novembre 2023, pendant la guerre à Gaza depuis 2023, car ils la « soupçonnent d'incitation à la violence et d'activités terroristes »,,. Une de ses publications sur Instagram aurait appelé « au massacre des Israéliens et faisait référence à Hitler ». Son père est également arrêté. Les forces israéliennes perquisitionnent également le domicile de la famille Tamimi et confisquent leurs téléphones portables.
Elle est libérée, le 28 novembre dans le cadre de la trêve humanitaire et l'échange des otages du Hamas enlevés le 7 octobre contre des prisonniers palestiniens.

### Vidéo
- [vidéo] « Vidéo de l'attaque d'Ahed Tamimi - 15 décembre 2017 », sur YouTube